# Monte Bode
Monte Bode es una localidad caboverdiana del municipio de São Miguel.

## Geografía
La localidad está situada en la isla Santiago.

## Organización territorial
La localidad abarca los lugares y barrios de:
- Achada Cavalo
- Chã Tavares
- Cutelo Feijão Miodo
- Fonte Chã
- Fonte Machado
- Lém Tavares
- Milho Branco
- Monte Bode
- Pia
- Solé